# Tipula callisto
Tipula callisto är en tvåvingeart som beskrevs av Alexander 1944. Tipula callisto ingår i släktet Tipula och familjen storharkrankar.
Artens utbredningsområde är Peru. Inga underarter finns listade i Catalogue of Life.